# سانت أندريا ديل جاريجليانو
سانت أندريا ديل جاريجليانو؛ هي بلدية (محافظة) في مقاطعة فروزينوني في منطقة لاتسيو الإيطالية، وتقع على بعد حوالي 130 كيلومتر (81 ميل) جنوب شرق روما وحوالي 50 كـم (31 ميل) جنوب شرق فروزينوني.
تقع سانت أندريا ديل جاريجليانو على حدود البلديات التالية: كاستلفورتي وروكا دي ايفاندرو وسانت امبروجيو سول جاريجليانو وسانت أبوليناري وفاليمايو.

## روابط خارجية
- الموقع الرسمي